# Marie-Julie Levant
Pour les articles homonymes, voir Levant.
Marie-Julie Levant, née en 1977, est une basketteuse française, devenue entraîneuse.

## Biographie

### Joueuse
Après plusieurs années au Club omnisports couronnais en Charente, pour la saison 2010-2011, Marie-Julie Levant quitte le COC (NF2) et arrive à Pleyber-Christ (Finistère) promu en LF2,,, un niveau auquel elle a déjà évolué auparavant. Elle déclare en avril 2011 : « À La Couronne (N2), depuis plusieurs années, j'ambitionnais de rejouer un jour à un niveau plus élevé ».
À 33 ans, Marie-Julie Levant s'adapte rapidement à la Ligue 2 et constitue l'un des rouages essentiels du jeu pleybérien dès sa première saison. Immédiatement, elle s'investit aussi auprès de la section jeune, ce qui permet d'élever le niveau général des équipes du club.

### Entraîneuse
Entre 2014 et 2018, Marie-Julie Levant est l'assistante de Stéphane Leite à Landerneau, Elle développe en février 2018 : « J'ai un rôle technique, notamment par le biais de l'analyse vidéo, et par l'échange avec Stéphane sur les choix stratégiques ». Elle est également entraîneuse de l'équipe réserve du LBB qu'elle promeut en Nationale 2 2017-2018 aux côtés de Johan Le Gac. La saison 2017-2018 est ponctuées par une montée en première division.
Marie-Julie Levant est nommée entraîneuse du Reims Basket féminin pour l'exercice 2018-2019, pour sa première saison sur un banc de LF2. Qualifiant l'équipe pour les play-offs, l'objectif de la quatrième place n'est pas atteint et MJL n'est pas conservée pour 2019-2020. L'équipe s'incline contre Toulouse en quarts de finale des play-offs lors de “la belle”. Elle confie en novembre 2019 « qu’elle ne s’attendait pas à ne pas être conservée après seulement une année d’exercice ».
Elle devient alors l'assistante de Benoit Marty au C' Chartres BF, toujours en LF2.